# La presonera
La presonera (títol original en francès: La Prisonnière) és una pel·lícula francesa dirigida per Henri-Georges Clouzot estrenada el 1968. Ha estat doblada al català.

## Argument
Gilbert Moreau, artista d'avantguarda, treballa per a la galeria d'art que dirigeix Stanislas Hassler, i viu amb l'encantadora José. Un concurs de circumstàncies porta, un vespre, José a casa de Stanislas, que li projecta diverses fotos entre les quals un nu eròtic que trastorna la jove. Cau sota la influència d'aquesta visió, demana veure una sessió de pose i aviat sol·licita Stanislas d'escollir-la com a model. Gilbert té algunes sospites. No obstant això, viatja mentre Stanislas i José marxen a Bretanya. La brusca ruptura del noi desespera la noia que ho reconeix tot a Gilbert. Horroritzat, aquest vol matar Stanislas.

## Repartiment
- Laurent Terzieff: Stanislas Hassler
- Bernard Fresson: Gilbert Moreau
- Elisabeth Wiener: José
- Dany Carrel: Maguy
- Claude Pieplu: El pare de José
- Noëlle Adam: La mare de José
- Dario Moreno: Sala
- Daniel Rivière: Maurice
- Roger Van Hool: Un artista
- Michel Etcheverry: el cirurgià
- Françoise Christophe: Una convidada
- Germaine Delbat: La gerent